# ۱،۸-بیس(دی‌متیل‌آمینو)نفتالن
۱،۸-بیس(دی‌متیل‌آمینو)نفتالن (به انگلیسی: 1,8-Bis(dimethylamino)naphthalene) یک ترکیب شیمیایی با شناسه پاب‌کم ۸۸۶۷۵ است. 